# Microcebus berthae
Microcebus berthae (lêmure-rato-de-madame-berthe ou lêmure-rato-de-berthe) espécie de lêmure-rato pertencente à família Cheirogaleidae. É o menor dos lêmures-rato e o menor primata do mundo. O comprimento médio do corpo é de 9,2 cm e o peso é de cerca de 30 gramas. M. berthae é uma das muitas espécies de lêmures que são de ocorrência restrita em Madagascar que evoluíram através de grande especiação causada por mecanismos e condições ambientais desconhecidas.
Este primata é encontrada principalmente na Floresta de Kirindy, em Madagascar ocidental. Após a sua descoberta em 1992 na Floresta Decídua de Madagascar ocidental, se pensou inicialmente na redescoberta de outro lêmure-rato, Microcebus myoxinus. Análises morfométricas comparativas e estudos genéticos revelaram tratar-se de uma nova espécie.
O lêmur foi nomeado em homenagem à conservacionista e primatolóloga Berthe Rakotosamimanana, de Madagascar, que foi a secretária-geral do Groupe d'Etudes et de Recherche des Primates (GERP) desde a sua fundação até à sua morte em 2005.
A espécie está em perigo de extinção devido à destruição de habitat causada por extração ilegal de madeira e por causa da expansão da agricultura.